# VfR Bürstadt
Verein für Rasensport 1910 Bürstadt e.V. é uma agremiação alemã, fundada a 1 de fevereiro de 1910, sediada em Bürstadt, no estado de Hesse.
De 1973 a 1983, o clube jogou sob a denominação de VfR Oli Bürstadt por conta de um patrocínio.

## História

Oli Bürstadt.

O clube foi fundado em 1910 sob a intitulação de SC 1910 Bürstadt. Em 29 de agosto de 1919, adota a apelação de VfR 1910 Bürstadt. Sua campanha permaneceria discreta durante a disputa de várias temporadas.
Em 1932, o VfR Bürstadt chega à Bezirksliga, a mais importante série regional da época. No ano seguinte, deixa escapar a qualificação para a Gauliga Hessen por apenas 3 pontos. O futebol alemão havia sido dividido em dezesseis ligas de nível máximo, intituladas Gauligen, sob a égide do Terceiro Reich. Em 1942, o time participa novamente da fase final para obter o acesso à Gauliga, mas venceu apenas uma de seis partidas.
Em 1945, a associação foi dissolvida pelas tropas de ocupação aliadas, como um processo de desnazificação. No mesmo ano, uma grande agremiação, o Sportgruppe (SG) Bürstadt, foi formado por velhos dirigentes locais. Rapidamente essas entidades recuperaram sua independência e suas antigas denominações.
O VfR 1910 Bürstadt atua nas ligas inferiores de sua região até 1972. Naquele ano, ele ganha o direito de ascender à Regionalliga Süd, a equivalente à segunda divisão. O time atua durante os dois últimos anos de existência deste módulo, o qual cede lugar à 2. Bundesliga. Em 1973, o clube adapta o nome ao de seu principal investidor, se tornando VfR 1910 Oli Bürstadt. Classificado em décimo-quarto, não conseguiu se manter na principal divisão de acesso e retorna à Amateurliga Hessen.
O período dourado, contudo, tem início. Em 1975, o Oli Bürstadt vence a Hessen Pokal, que lhe permite de disputar o Campeonato Amador Alemão. A equipe conquista o título, ao bater o SC Victoria Hamburg, na final, por 3 a 0.
Ao término da temporada 1976-1977, o VfR Oli Bürstadt conquista a Hessen Pokal pela segunda vez, além da Amateurliga Hessen. Esse título lhe abriu as portas da 2. Bundesliga, Grupo Süd. A experiência, todavia, não dura mais do que uma temporada, pois o clube foi rebaixado após um décimo-oitavo lugar entre vinte equipes, com nove pontos de diferença para o primeiro time que se salvaria do descenso.
O VfR caiu para a Oberliga Hessen, uma liga recém-instaurada que equivalia ao terceiro módulo. A equipe a conquista, em 1979, com dois pontos de vantagem sobre o KSV Hessen Kassel.
No retorno à 2. Bundesliga, o VfR Oli Bürstadt se classifica em décimo-quarto no Grupo Süd, em 1980, e décimo-terceiro no ano seguinte. Apesar do ligeiro progresso, o time seria rebaixado pela DFB, Federação Alemã de Futebol, porque a segunda divisão se tornaria uma módulo com grupo único.
Durante a temporada 1981-1982, termina como vice-campeão, do nível terceiro, a quatro pontos do FSV Frankfurt. Na temporada seguinte, ocorre a falência de seu patrocinador, a empresa Oli. O time retoma então a intitulação original de VfR 1910 Bürstadt.
Essa infelicidade não lhe impede de se sagrar campeão da Oberliga Hessen por dois anos consecutivos. Durante a fase final, em 1983 para subir ao nível 2, o clube termina em terceiro entre quatro equipes. Os dois promovidos foram SSV Ulm 1846 e 1. FC Saarbrücken. Em 1984, o Bürstadt terminou atrás do FC 08 Homburg, mas à frente do Freiburger FC e do Munique 1860.
Na 2. Bundesliga, o VfR 1910 Bürstadt não promoveu uma melhor campanha do que o décimo-oitavo lugar entre vinte participantes e foi novamente rebaixado.
Em 1986, na Oberliga, o time não se contentou de ficar com o vice-campeonato, atrás do Kickers Offenbach, que havia sido rebaixado na temporada anterior. Entretanto, a melhor fase do clube terminara.
O VfR Bürstadt se apresentou durante oito temporadas no nível 3. Depois, em 1994, recuou uma divisão a partir da instauração da Regionalliga. Na Oberliga Hessen, que se tornara a quarta da divisão da pirâmide do futebol alemão, o time primeiramente fez boa campanha, mas acabou sofrendo novo descenso, dessa vez ao quinto módulo, ao término da temporada 1995-1996.
O clube voltaria ao quarto nível ao fim de um ano e asseguraria sua permanência, até novamente descer em 1999. Em 2001, venceu a Landesliga Hessen Süd e retornou à quarta divisão.
Ao fim da temporada 2001-2002, o VfR Bürstadt retirou sua equipe voluntariamente e acabou rebaixado à Bezirksliga, o nível 7. A decadência se prolonga e o time acaba na nona divisão, para finalmente, em 2009, chegar à Kreisoberliga, o nível oitavo da hierarquia do futebol alemão.
Na temporada 2010-2011, o clube sagra campeão da Kreisoberliga Bergstrasse e chega à Gruppenliga Darmstadt, equivalente à sétima divisão.

## Títulos
- Campeão amador alemão: 1975;
- Campeão da Oberliga Hessen: 1972, 1977, 1979, 1983, 1984;
- Vice-campeão da Oberliga Hessen: 1982, 1986;
- Campeão da Landesliga Hessen-Süd: 2001;
- Vice-campeão da Landesliga Hessen-Süd: 1997;
- Campeão da Hessen Pokal: 1975, 1977;

## Cronologia recente
A recente performance do clube:
| Temporada | Divisão                   | Módulo | Posição |
| 1999–2000 | Landesliga Hessen-Süd     | V      | 3ª      |
| 2000–01   | Landesliga Hessen-Süd     | V      | 1ª ↑    |
| 2001–02   | Oberliga Hessen           | IV     | 18ª ↓   |
| 2002–03   | Bezirksliga Darmstadt-Süd | VII    | ↓       |
| 2003–04   | Kreisliga A Bergstraße    | VIII   | 1ª ↑    |
| 2004–05   | Bezirksliga Darmstadt-Süd | VII    | 2ª      |
| 2005–06   | Bezirksliga Darmstadt-Süd | VII    | 6ª      |
| 2006–07   | Bezirksliga Darmstadt-Süd | VII    | 5ª      |
| 2007–08   | Bezirksliga Darmstadt-Süd | VII    | 15ª ↓   |
| 2008–09   | Kreisliga A Bergstraße    | IX     | 2ª ↑    |
| 2009–10   | Kreisoberliga Bergstrasse | VIII   | 6ª      |
| 2010–11   | Kreisoberliga Bergstrasse | VIII   | 1ª ↑    |
| 2011–12   | Gruppenliga Darmstadt     | VII    | 8ª      |